# Фудзівара но Умакаі
Фудзівара но Асомі Умакаі (694 — 7 вересня 737) — середньовічний японський державний та військовий діяч, поет кінця періоду Асука і періоду Нара. Засновник гілки Церемонійних Фудзівара (Сікіке)

## Життєпис
Походив з аристократичного роду Фудзівара. Третій син Фудзівара но Фухіто, Правого міністра, та Соґа но Сьоші. Народився у 694 році. У 710-х роках отримав старший шостий ранг. У 716 році увійшов до дипломатичної делегації на чолі із Тадзіхі но Аґатаморі, що було спрямовано до Китаю (там тоді панувала династія Тан). Водночас надано молодший п'ятий ранг. Повернувся до Японії у 718 році. Тоді ж отримав нижчий ступінь старшого п'ятого рангу. 719 року надано вищий ступінь старшого п'ятого рангу та призначено кокусі провінції Хітаті. Незабаром отримує посаду ансеті (імператорського інспектора) над провінціями Ава, Кадзуса, Сімоса.
У 720 році після смерті батька разом з братами вступив у боротьбу проти впливового принца Нагая. У 721 році надано старший четвертий ранг. Між 721 та 723 роками призначено міністром церемоніальних справ (сікібу-кйо). У березні 724 року один з народів емісі - ебісу — повстав в провінціях Муцу і Дева, де вбив тамтешнього кокусі, завдавши поразки залогам. За цих обставин Фудзівара но Умакаі призначено сейї-сьоґун («полководцем — завойовником варварів Сходу») задля придушенні цього повстання. Вже до листопада поточного року він успішно впорався з повстання, приборкавши емісі. після цього звів тут фортецю Тага. За цей успіх у 725 році йому надано молодший третій ранг та нагороду «срібну зірку». 726 року призначено наглядачем за будівництвом імператорського палацу поблизу Наніва.
729 році внаслідок інтриг разом з братами зумів відсторонити принца Нагая з посади Лівого міністра, якого було змушено вчинити самогубство (після того як загони Фудзівара но Умакаі оточили будинок Нагая). Слідом за цим спільно зі старшими братами Фудзівара но Мутімаро і Фудзівара но Фусасакі розпочав боротьбу з Тадзіхі но Аґатаморі, Тадзіхі но Ікеморі, Лівим міністром, Ісікавою но Ісітарі, Отомо но Мітіттарі щодо отримання разом з молодшим братом Фудзівара но Маро посади імператорського радника (санґі).
730 року призначено санґі та міністром покарань. Цей успіх (суперникам надано титул кенсанґі) в подальшому сприяв посиленню впливу роду Фудзівара в Гісейкані (вищій раді з вирішення державних завдань — в середині дайдзьокана) У 731 році Фудзівара но Умакаі разом з братами мав 4 голоси (з 9) в Гісейкан, в той час як їх суперники були розпорошені й лише 1 голос належав відкритому ворогові Фудзівара (Отомо-но Мітітарі).
732 року отримав посаду сайкайдо-сецудоші (військового губернатора з широкими повноваженнями — на кшталт китайського цзєдуши) над краєм Сайкай. 734 року стає власником старшого третього рангу. В подальшому відсторонивши від посади Отомо но тайбо, очолював Дадзайфу.
Помер у 737 році під час великої епідемії віспи (разом з трьома братами).

## Творчість
Декілько віршів Фудзівара но Умакаі поміщено до антологій «Манйосю» і 6 віршів — до антології «Кайфусьо».

## Родина
1. Дружина — Ісонокамі но Кунінама-но Отодзі, донька Ісонокамі но Маро.
Діти:
- Фудзівара но Хіроцугу (д/н–740)
- Фудзівара но Йосіцугу (716—777)

2. Дружина — Такахасі но Анеко, донька Такахасі но каса-но Асон.
Діти:
- Фудзівара но Кійонарі (716—777)

3. Дружина — невідома.
Діти:
- Фудзівара но Тамаро (722—783)

4. Дружина — Куме но Вакаме.
Діти:
- Фудзівара но Момокава (732—779)

5. Дружина — невідома.
Діти:
- Фудзівара но Курадзімаро (734—775)

6. Наложниці.
Діти: 1 син і 3 доньки